# Dolno Tserovene
Dolno Tserovene (bulgariska: Долно Церовене) är ett distrikt i Bulgarien.   Det ligger i kommunen Obsjtina Jakimovo och regionen Montana, i den nordvästra delen av landet, 100 km norr om huvudstaden Sofia.
Trakten runt Dolno Tserovene består till största delen av jordbruksmark. Runt Dolno Tserovene är det ganska tätbefolkat, med 54 invånare per kvadratkilometer.